# Svein Olav Herstad
Svein Olav Herstad (Odda, 7 juli 1969) is een Noorse jazzpianist. Hij heeft verschillende groepen en heeft platen opgenomen met musici zoals Sonny Simmons, Jan Erik Kongshaug, Nils-Olav Johansen, Harald Johnsen, en Per Oddvar Johansen.

## Loopbaan
Herstad studeerde muziek aan Musikkskolen in Haugesund en jazz aan Trondheim Musikkonsevatorium (1990–93). Tijdens zijn studie in Trondheim begon hij het Svein Olav Herstad-trio,  dat in de loop der jaren verschillende bezettingen kende en een aantal albums uitbracht met zijn composities. Na zijn verhuizing naar Oslo (1996–2001) was hij lid van het kwartet van Jan Erik Kongshaug, en nam daarin twee albums op, in 1998 en 2003). Sinds 2001 woont hij in Haugesund from 2001, waar hij actief is voor het jazzfestival Sildajazz. Tevens maakt hij deel uit van de groep van Christina Bjordal.

## Discografie

### Solo-piano
- 2010: Free the Nightingale (Ponca Jazz)

### Als leider
- 1993: Dig (Ponca Jazz), trio met Harald Johnsen en Torbjørn Engan
- 1997: Sommerregn (Ponca Jazz ), trio met Harald Johnsen en Per Oddvar Johansen
- 2006: Suite for Simmons (Jazzaway), trio met Johnsen/Johansen, met als gast Sonny Simmons, live-opnames van Sildajazz in Haugesund (2005)
- 2007: Inventio (Jazzaway, trio met Magne Thormodsæter en Håkon Mjåset Johansen[5]

### Sideman
Jan Erik Kongshaug-trio met Harald Johnsen en Per Oddvar Johansen
- 1998: The Other World (ACT)
- 2003: All These Years (Hot Club)

Christina Bjordal Band
- 2003: Where Dreams Begin (EmArcy/Universal)

Organ Jam
- 2013: Organics (Normann)